# Pterotrigonia coihiucoensis
Pterotrigonia coihuicoensis es una especie extinta de moluscos bivalvos de la familia Trigoniidae, muy abundante en estratos geológicos del Cretácico inferior de la Formación Agrio (Cuenca Neuquina). Fue nombrada por el biólogo Charles E. Weaver en 1931.

## Descripción
Se trata de una especie de bivalvos marinos con conchilla de tamaño mediano. Posee un caparazón anterior muy inflado y aplanado, que es casi tan alto como largo, y un caparazón posterior atenuado.
La característica más llamativa de los bivalvos de la familia Trigoniidae, es su ornamentación externa. Esta ornamentación se presenta generalmente como costillas, o filas de tubérculos alineados.

## Antigüedad
Pterotrigonia coihuicoensis es una especie muy común en estratos hauterivianos de la Formación Agrio (Cuenca Neuquina), que aflora abundantemente en la provincia del Neuquén, Argentina.